# Hermann Gladenbeck

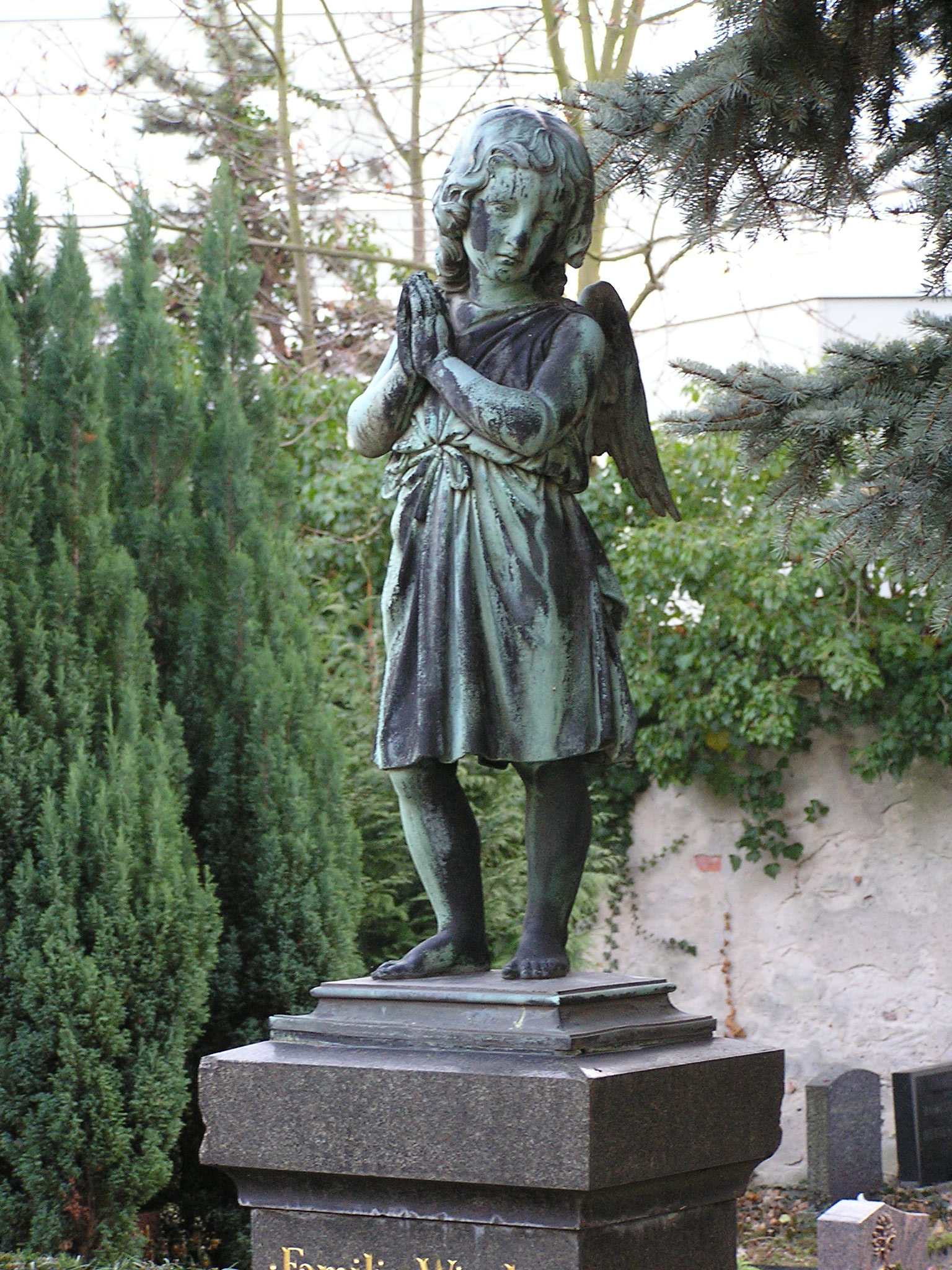
Ängel på Luisenfriedhof

Carl Gustav Hermann Gladenbeck, född 24 januari 1827 i Berlin, död 11 november 1918 i Friedrichshagen, var en tysk konstgjutare.
Hermann Gladenbeck var son till Charlotte Luise och kirurgen Johann Gladenbeck. Han gick i lära hos Christoph Heinrich Fischer på Königliches Giesshaus. År 1851 grundade han ett eget konstgjuteri på Johannisstrasse 3 i Berlin. Ett av de första stora uppdragen fick han 1852 av Christian Daniel Rauch för ryttarstatyer av Fredrik den store på Unter den Linden. Han fick ett ännu större uppdrag av Rauch 1856 för Immanuel Kantstatyn i Königsberg i Östpreussen. Eftersom Gladenbecks gjuteri var för litet för detta arbete, fick han förfoga över Königliches Giesshaus i Berlin.
Efter det att sonen Oscar Gladenbeck (1851–1923), blivit delägare i gjuteriet, bildade de två 1878 H. Gladenbeck & Sohn, som 1887 etablerade sig i Friedrichshagen nära Berlin (sedan 2001 stadsdelen Treptow-Köpenick), vid dåvarande Wilhelmstrasse (sedan 1951 Peter-Hille-Straße) 62. På gjuteriet göts bland andra Siegessäule i Berlin, skapad av Friedrich Drake. 
Hermann Noack var lärling hos honom och arbetade som verkmästare vid gjutningen av Kaiser-Wilhelm-Nationaldenkmal. 
Oscar Gladenbeck grundade senare ett eget gjuteri, Oscar Gladenbeck & Co., senare Oscar Gladenbeck GmbH. Hermann Gladenbecks yngre söner Walter (1866–1945) och Paul (1869–1947) grundade konstgjuteriet Gladenbeck’s Broncegiesserei, Inh. Walter & Paul Gladenbeck. Från 1892 fanns därmed tre konstgjuterier med namnet Gladenbeck i Friedrichshagen.

## Bildgalleri

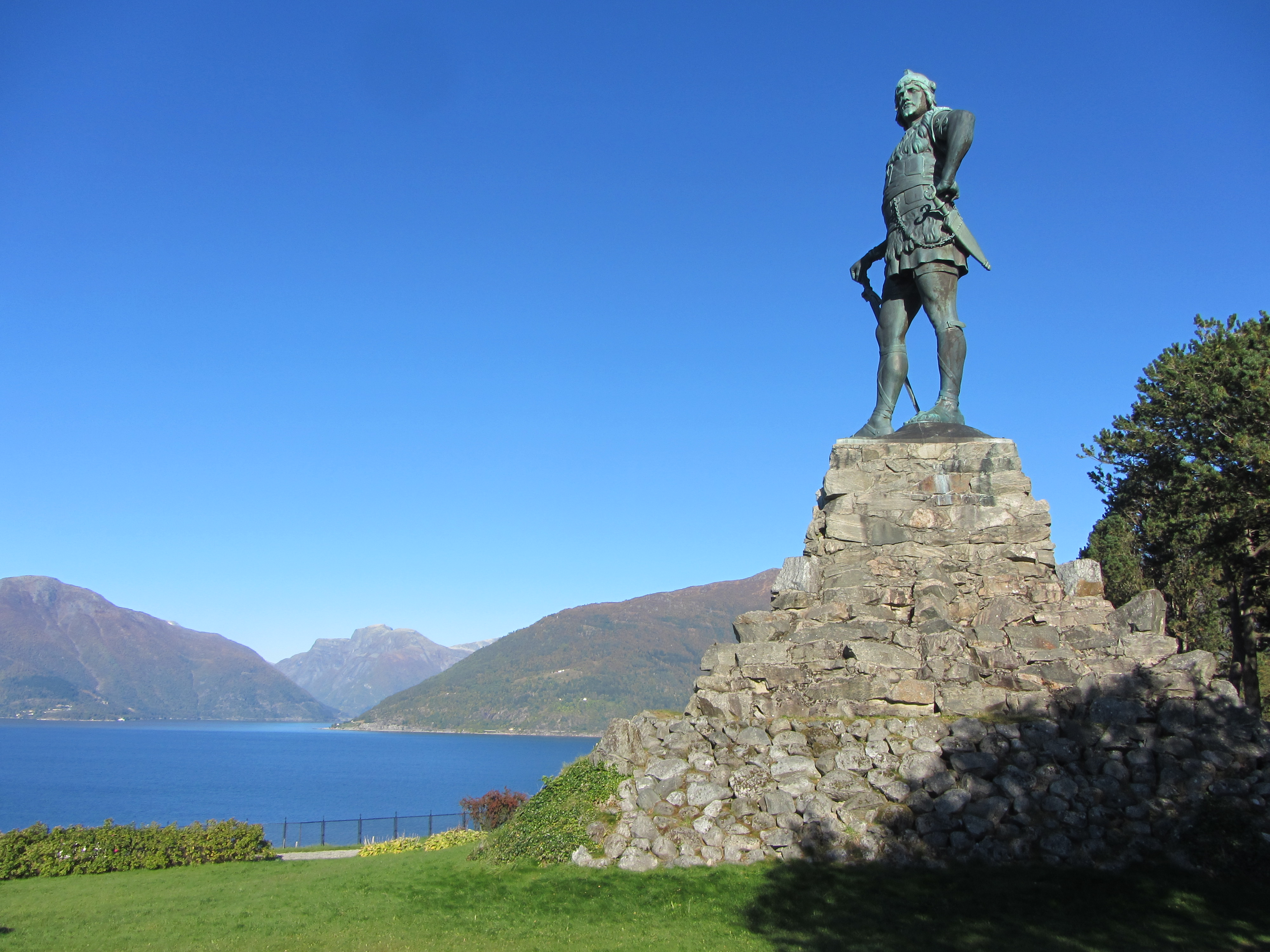
Fridtjof den djärve i Vangsnes vid Sognefjorden i Norge, skapad av Max Unger 1913
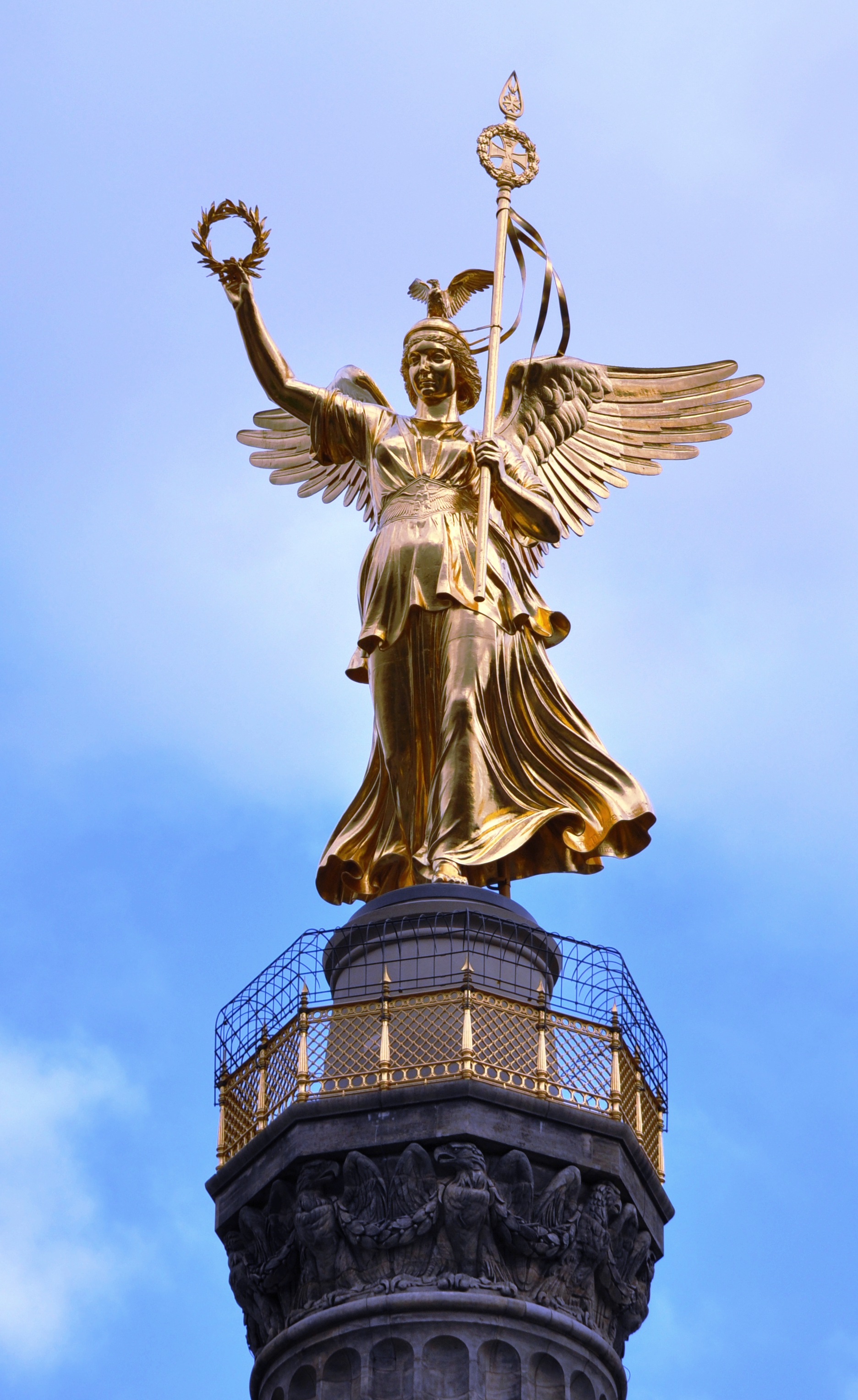
Siegessäule i Berlin
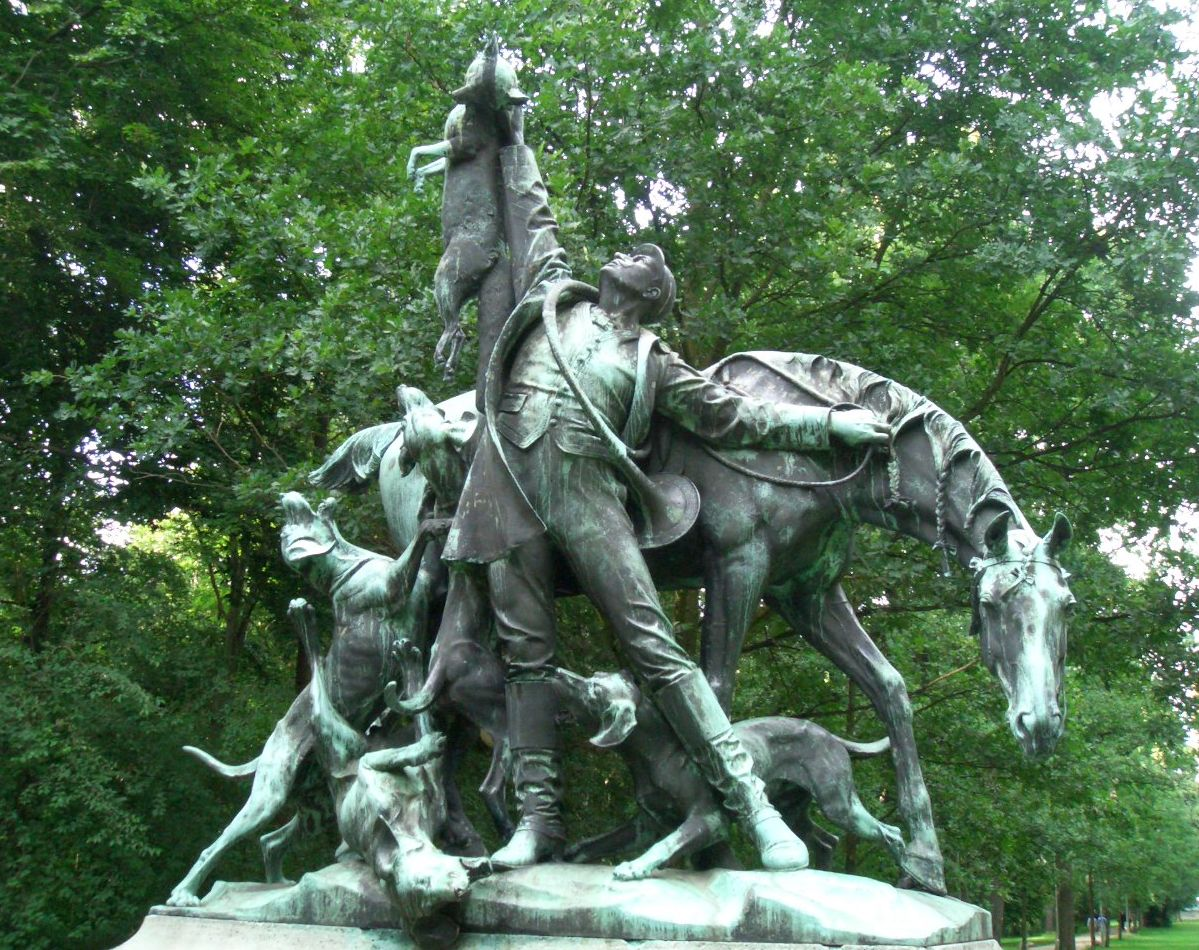
Churfürstliche Fuchsjagd av Wilhelm Haverkamp, 1904, idag i Fasanerie-Allee, Grosser Tiergarten i Berlin
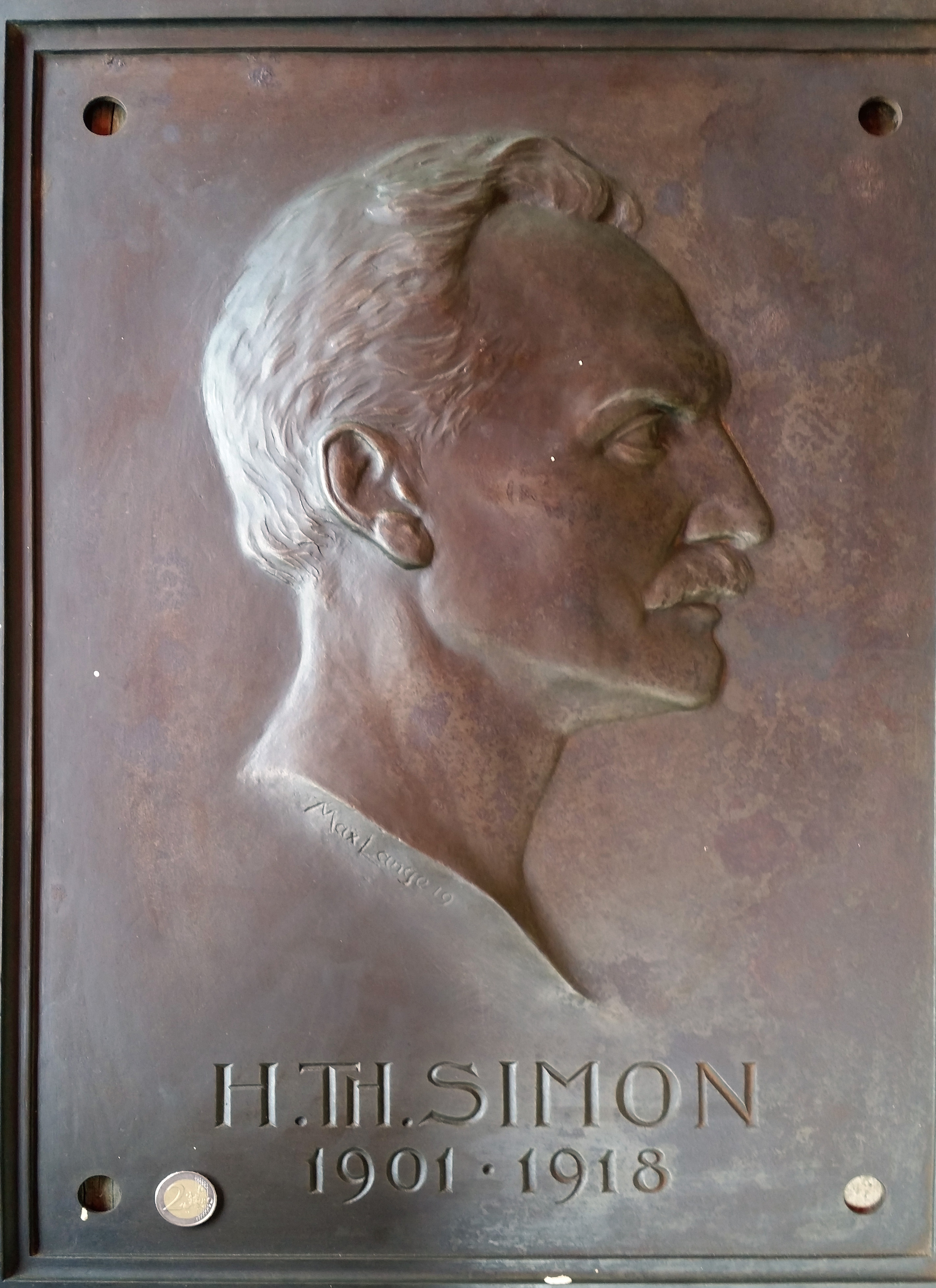
Plakett över Hermann Theodor Simon av Max Lange